# Condition humaine
La condition humaine est définie comme « les caractéristiques, événements majeurs et situations qui composent l'essentiel de l'existence humaine, tels que la naissance, la croissance, l'aptitude à ressentir des émotions ou à former des aspirations, le conflit, la mortalité ». 
Il s'agit d'une question très vaste, qui a été et continue d'être l'objet de réflexions et d'analyses dans un grand nombre de domaines : anthropologique, artistique, biologique, littéraire, historique, philosophique, psychologique, religieux, sociologique, pour citer les principaux.
Dans un contexte littéraire, on parle généralement de la condition humaine lorsqu'il est question de sujets tels que le sens de la vie ou les problèmes moraux, liés au contexte et à l'époque historique.

## Définitions

### Condition

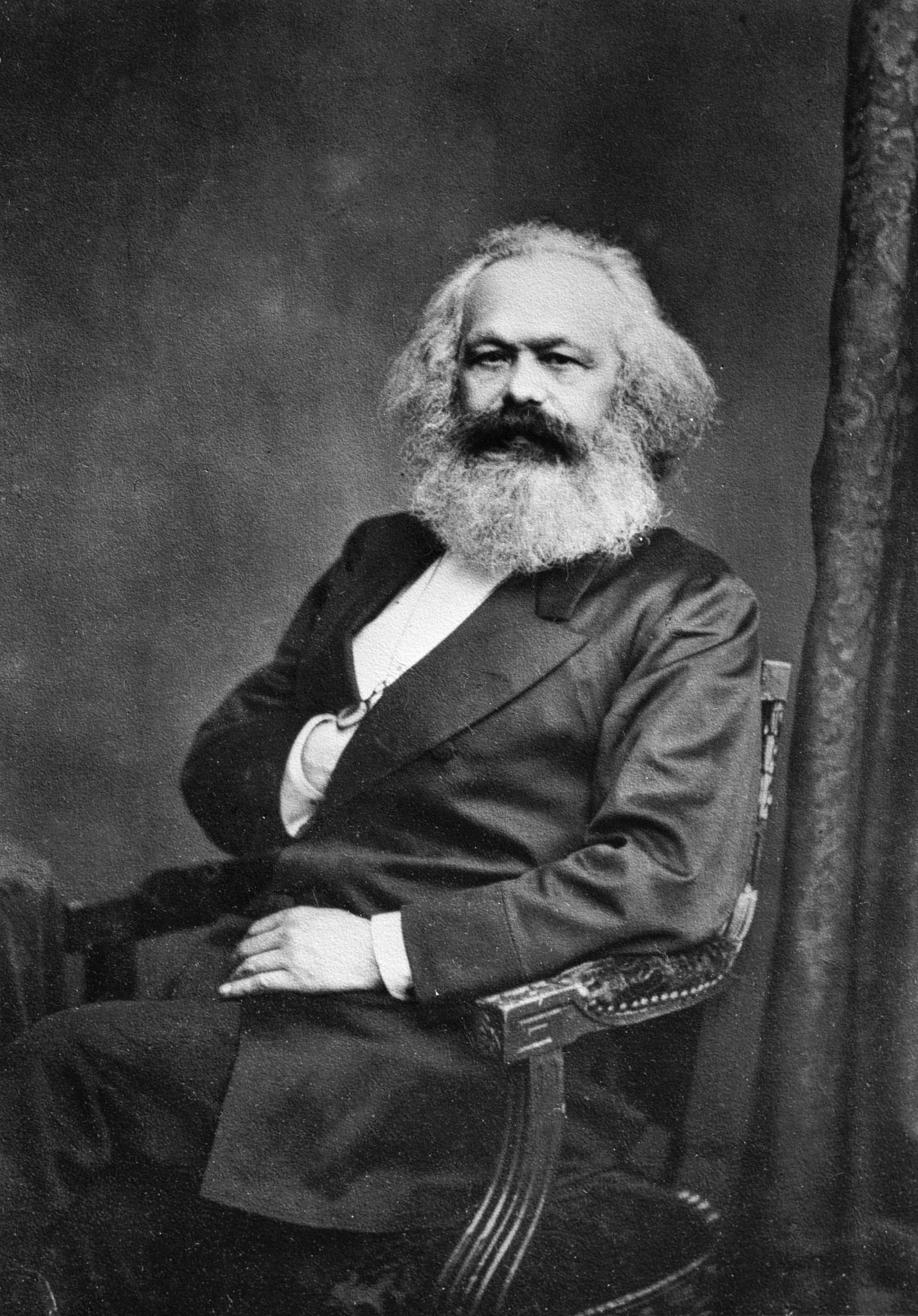
Karl Marx

Le Dictionnaire de philosophie donne : « Contexte général dont dépendent [.] les personnes [.]. Alors que la cause est ce par quoi un phénomène existe, la condition est ce sans quoi un phénomène n'existe pas. La condition ne produit pas l'effet, elle laisse la cause le produire. Exemple : La lumière est la condition de la lecture, non sa cause ».
Une condition peut être qualifiée de :
- suffisante : si une chose est, chaque fois que la condition est satisfaite ;
- nécessaire : si une chose n'est pas, chaque fois que la condition n'est pas satisfaite ;
- nécessaire et suffisante : si elle est telle qu'une fois posée, elle entraîne nécessairement la conséquence prévue et l'exclut nécessairement si elle n'est pas posée.

### Condition humaine
Le Dictionnaire de philosophie donne : « Expression introduite par Montaigne et utilisée à l'époque moderne (Malraux, Sartre notamment) en remplacement de celle, classique, de nature humaine qui a l'inconvénient de figer l'existant humain [définitivement] ».
Karl Marx est souvent considéré comme ayant été le premier, vers 1845, à déplacer le champ de la philosophie de la question de la nature (ou "essence") humaine vers celui de celui de sa condition, ébranlant ainsi l'ensemble de l'idéologie humaniste  (lire). 
Hannah Arendt précise : « L'influence de la réalité du monde sur l'existence humaine est ressentie, reçue comme force de conditionnement. L'objectivité du monde - son caractère d'objet ou de chose - et la condition humaine sont complémentaires, parce que l'existence humaine est une existence conditionnée ; elle serait impossible sans les choses, et les choses seraient une masse d'éléments disparates, un non-monde, si elles ne servaient à conditionner l'existence humaine ». D'autre part, elle veut éviter « tout malentendu : la condition humaine ne s'identifie pas à la nature humaine, et la somme des activités et des facultés humaines qui correspond à la condition humaine ne constitue en rien ce que l'on peut appeler nature humaine. »

## Quelques points de vue introductifs
Cette section esquisse quelques opinions notables qui ont été formulées au sujet de la condition humaine dans le domaine de la philosophie, des lettres, de la psychologie et de la biologie, ainsi que de la religion.

### Philosophiques, littéraires et scientifiques
Les philosophes ont offert une grande variété de points de vue. L'un de ceux qui eurent le plus d'influence dans l'Antiquité fut celui que Platon émit dans La République : dans son effort pour répondre à la question « qu'est-ce que la justice ? », il postula que cela ne concernait pas, essentiellement, les individus dans leurs relations interpersonnelles, mais la société envisagée comme un tout, ce qui le conduisit à imaginer une cité idéale. 
Deux mille ans plus tard, René Descartes déclara « je pense, donc je suis » parce qu'il croyait que l'esprit humain, et particulièrement sa faculté de raison, était le premier critère de la vérité. C'est pourquoi il est souvent considéré comme le père de la philosophie moderne. 
Nombre d’œuvres littéraires ont exprimé des opinions sur la condition humaine. Un célèbre exemple est le monologue que Shakespeare place dans la bouche de Jacques, « All the world's a stage », à l'acte II scène VII de la comédie Comme il vous plaira (As you like it). Ce texte compare l'existence à un jeu théâtral et jette un regard désabusé sur les sept étapes de la vie.
Depuis 1859 où Charles Darwin publia De l'origine des espèces, la théorie biologique de l'évolution est prégnante. Elle affirme que l'espèce humaine est apparentée aux autres espèces, vivantes ou éteintes, et que la sélection naturelle est le principal facteur de survie. Cette théorie a servi de fondement à certaines idéologies, par exemple le darwinisme social, et à de nouvelles technologies, par exemple les antibiotiques.

### Religieux
Parmi les principales religions, le bouddhisme enseigne que la vie est un cycle perpétuel de souffrances, de morts et de renaissances, dont les humains peuvent se libérer en suivant le Noble Chemin ou Sentier octuple. Le christianisme, cependant, enseigne que les humains, étant nés dans une condition pécheresse, sont condamnés à subir un châtiment divin dans l'Au-delà, à moins qu'ils ne reçoivent le salut par l'entremise du Christ.

## Thèmes fondamentaux de la condition humaine
Sartre appelle condition humaine l'ensemble des limites a priori qui esquissent la situation fondamentale de l'homme dans l'univers : 
- l'être dans le monde ;
- le travail ;
- l'être au milieu des autres ;
- la mort.
- la liberté de tout être humain : À partir et à l'intérieur de ces cadres, le surgissement d'une liberté indéfiniment créatrice est toujours possible.

Hannah Arendt propose le terme de vita activa pour désigner trois activités humaines fondamentales : 
- le travail : « activité qui correspond au processus biologique du corps humain. La condition humaine du travail est la vie elle-même »,
- l’œuvre : « activité qui correspond à la non-naturalité de l'existence humaine[.]. L’œuvre fournit un monde artificiel d'objets[.]. La condition humaine de l’œuvre est l'appartenance-au-monde » ,
- l'action : « la seule activité [humaine] qui mette directement en rapport les [êtres humains] sans l'intermédiaire des objets ni de matière, correspond à la condition humaine de la pluralité, [de l'altérité] ».

Pour elle, reprenant « la langue des Romains qui furent sans doute le peuple le plus politique que l'on connaisse » : 
- Vivre, c'est être parmi les [êtres humains],
- Mourir, c'est cesser d'être parmi les [êtres humains].

## Usage de l'expression
Le terme de « condition humaine » a notamment servi de titre à un roman d'André Malraux, trois tableaux de Magritte, un essai de philosophie politique d'Hannah Arendt, ainsi qu'à la trilogie cinématographique de Masaki Kobayashi.

### Liste d'œuvres artistiques
- La condition humaine (1933) et La condition humaine (1935) de René Magritte
- La Condition de l'homme de Masaki Kobayashi

### Liste d’œuvres philosophiques
- Hannah Arendt, Condition de l'homme moderne, Paris, Calmann-Lévy, coll. « Pocket », 1994, 406 p. (ISBN 978-2-266-12649-6). Précédentes éditions : 1961, 1983

### Liste d’œuvres littéraires et leurs thèmes majeurs liés à la condition humaine
- La Peste d'Albert Camus
- Le Vicomte Pourfendu de Italo Calvino : l'éthique individuelle
- La Peau de chagrin de Balzac
- Martin Eden de Jack London
- Terre des hommes de Saint-Exupéry
- André Malraux, La condition humaine, Paris, Gallimard, 1972, 337 p. (ISBN 978-2-07-036001-7) : Le combat révolutionnaire par le pari risqué de l'engagement et de la fraternité pour vaincre la condition misérable, gagner ou récupérer des droits, retrouver la dignité, vaincre l'humiliation. Le pari de l'amour contre la solitude, la peur et l'angoisse.
- Les Frères Karamazov de Fiodor Dostoïevski
- La Nausée de Sartre : la liberté de l'être humain.
- Un Animal doué de raison de Robert Merle : les dangers de l'ethnocentrisme.
- Les Animaux dénaturés de Vercors : Débats sur le chaînon manquant. Qu'est-ce qu'un homme ? Vercors s'interroge sur le sujet dans un grand nombre de ces œuvres. Voir par exemple : Plus ou moins homme.